# KSVK 12.7
O KSVK ( em russo:  Крупнокалиберная Снайперская Винтовка Ковровская   ( Krupnokalibernaya Snayperskaya Vintovka Kovrovskaya ); em português: (Fuzil Sniper de Grande Calibre Kovrov) ou fuzil sniper Degtyarev é um fuzil antimaterial calibre 12,7mm desenvolvido na Rússia com a finalidade de contra-sniper e penetrar paredes grossas, bem como veículos blindados leves.

## Desenvolvimento
O fuzil antimaterial KSVK (ou fuzil sniper de grande calibre) foi desenvolvido no final da década de 1990 pela fábrica Degtyarev, com sede em Kovrov, na Rússia. Ele é baseado no fuzil experimental SVN-98 de 12,7mm.

## Projeto
O KSVK é um fuzil alimentado por carregador, de configuração bullpup e ação ferrolhada. É equipado com um dispositivo que atua como freio de boca e abafador de som.
O KSVK é equipado com um trilho de luneta padrão russo montado na lateral (cauda de andorinha) e pode ser equipado com uma variedade de lunetas diurnas e noturnas. Miras de ferro abertas são instaladas como reserva de emergência.

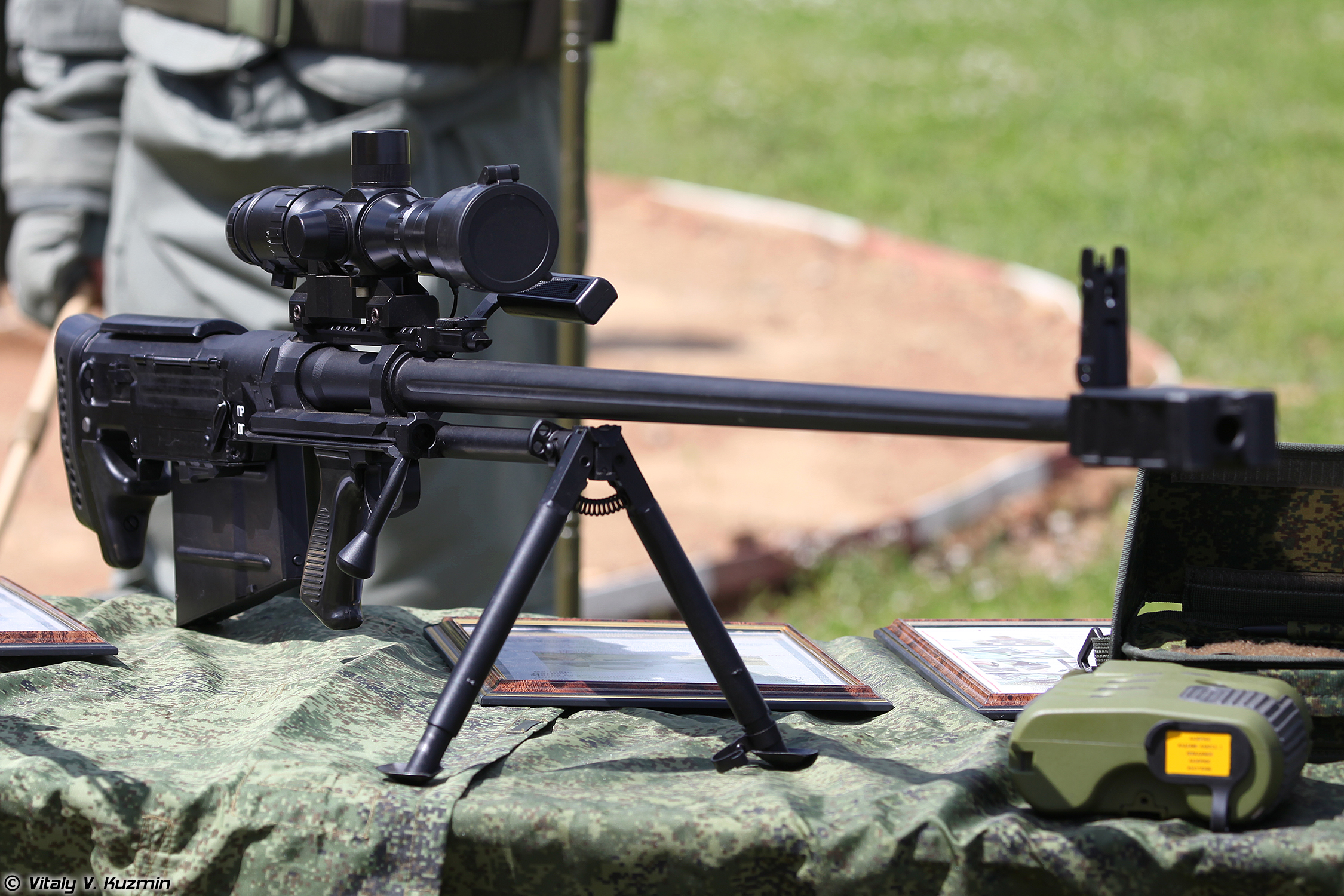
Variante ASVK-M Kord-M.

## Variantes
- SVN-98 ( СВН-98 ) [2]
- KSVK ( КСВК ) [2]
- ASVK ( АСВК, fuzil sniper de grande calibre do exército Kovrov) - adotado pelo Ministério da Defesa da Federação Russa sob a designação 6S8 "KORD" complexo sniper ( 6С8 «Корд» ) em junho de 2013 e usado pelo Exército Árabe Sírio durante a Guerra Civil Síria.[3]
- SBT12M1,[4] um projeto vietnamita baseado no KSVK russo com várias modificações para se adequar às condições locais. Está equipado com a mira óptica N12 também de produção vietnamita com ampliação de 10x. Fabricado nas fábricas Z111 e Z199.[5]
- ASVK-M Kord-M: versão atualizada.

## Conflitos
O KSVK 12,7 esteve nos seguintes conflitos:
- Segunda Guerra Chechena
- Guerra Civil Síria[6][7]

## Galeria

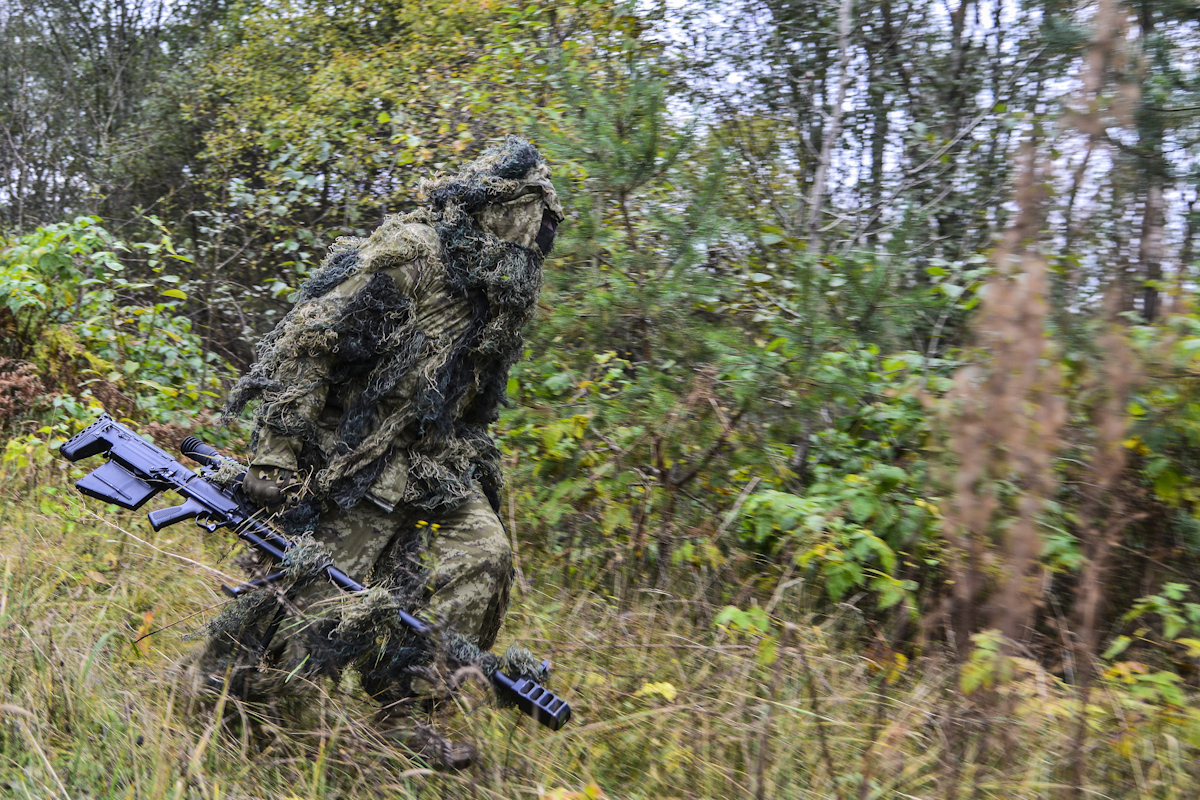
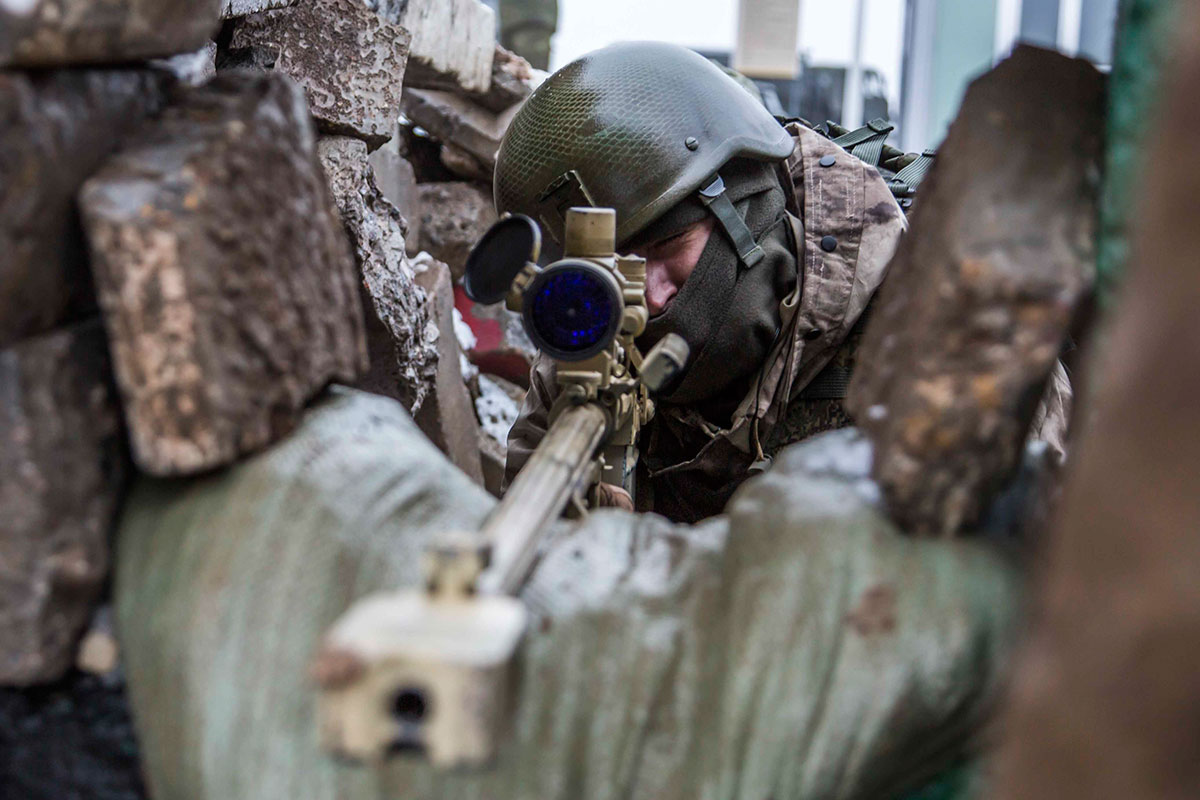
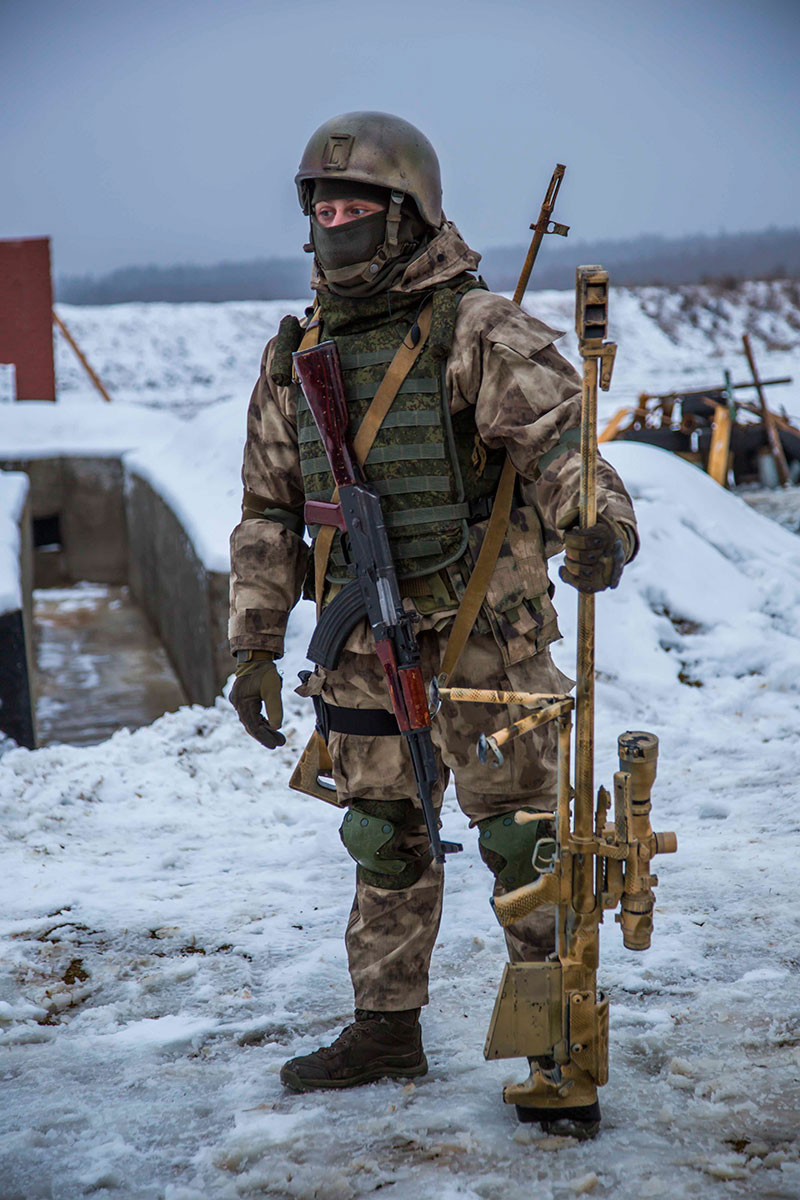
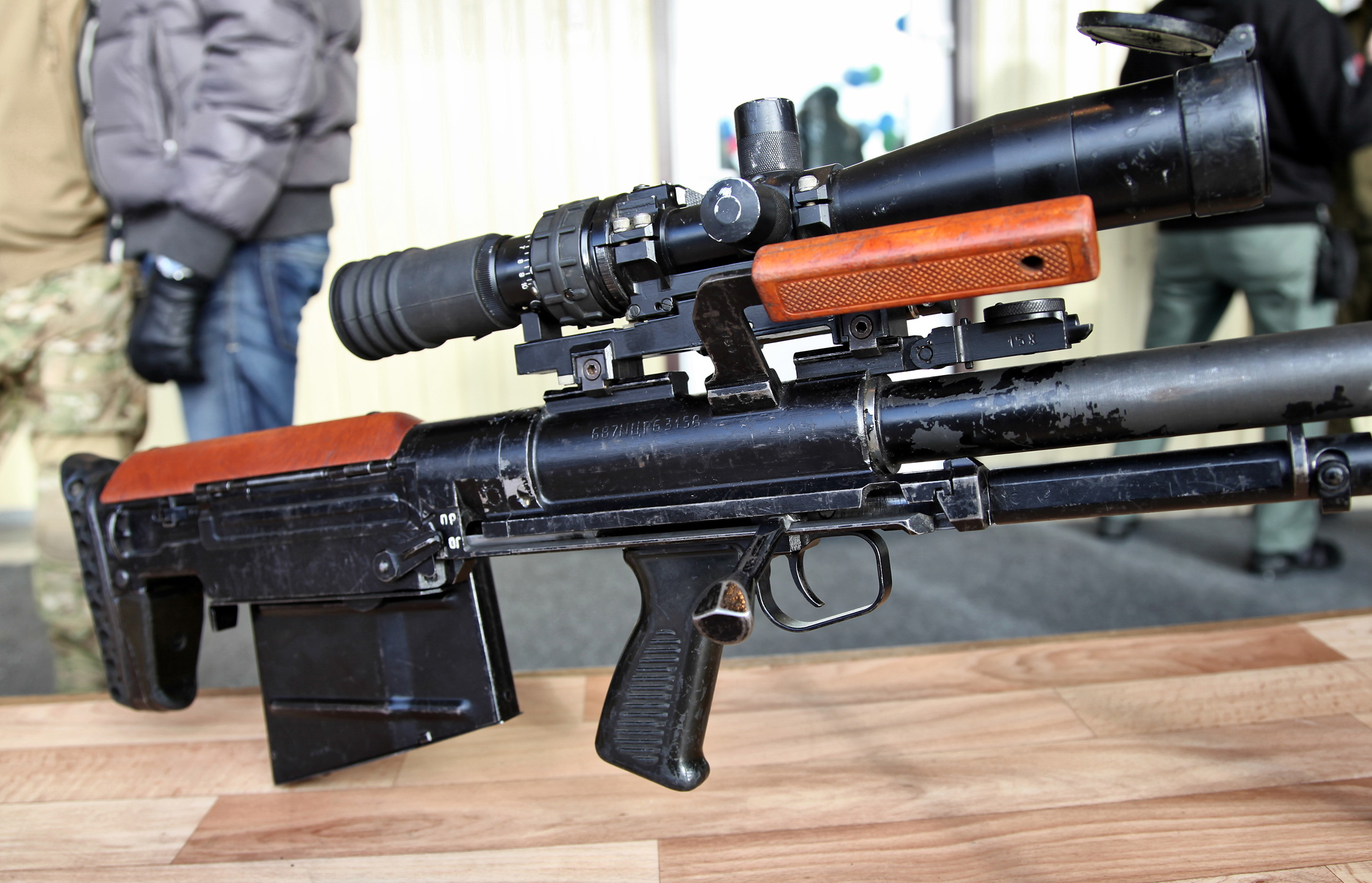

## Usuários
- Rússia: O ASVK é atualmente usado por unidades dos Distritos Militares do Sul, Leste e Oeste e Frota do Norte.[8][9][10][11] A versão melhorada ASVK-M Kord-M entrou em serviço em junho de 2018.[12][13][14][15][16][17][18]
  - Forças separatistas de Donbas.[19]
- Vietname: SBT12M1, uma versão produzida internamente, com modificações para se adequar às condições locais feita pela Fábrica Z111.[20]
- Síria: Usado por forças leais ao governo sírio.[7]